# Alentorn
Alentorn es una localidad española del municipio de Artesa de Segre, perteneciente a la provincia de Lérida, en la comunidad autónoma de Cataluña. En 2018 contaba con 116 habitantes.

## Historia
Hacia mediados del siglo XIX, el lugar, por entonces con ayuntamiento propio, tenía contabilizada una población de 150 habitantes. La localidad aparece descrita en el primer volumen del Diccionario geográfico-estadístico-histórico de España y sus posesiones de Ultramar de Pascual Madoz de la siguiente manera:

ALENTORN: l. con ayunt. de la prov. de Lérida (8 leg.), part. jud. de Balaguer (4), adm. de rent. de Cervera (6), aud. terr. y c. g. de Cataluña (Barcelona 20), dióc. de Seo de Urgel (12), oficialato de Pons: sit. en llano al pie de una sierra, á la márg. der. y á 1/4 de leg. del r. Segre, sobre el cual hay un puente de madera construido por un vec. del pueblo, para reemplazar el que antes habia de piedra, bastante sólido y de 3 arcos, que fué destruido, sin quedar actualmente mas que los estribos, por los partidarios de Don Carlos en 1839, y era propiedad del Conde de Llar, á quien se pagaba el pontazgo. Le combaten principalmente los vientos del O., y durante el estio los del S., al cual llaman en el pais marinada, sin duda porque viene del lado del mar. El clima es templado y bastante saludable, siendo las únicas enfermedades comunes algunas calenturas catarrales. Forman la pobl. 25 casas de 20 varas de altura, distribuidas en calles limpias y regularmente empedradas; la casa de ayunt. y una escuela de primeras letras, dotada con 1,920 rs., que hoy dia pagan los padres de los 20 niños que concurren á la misma, hasta que la autoridad competente decida el espediente que se instruye, sobre el modo de verificar el reparto de dicho sueldo, entre los pueblos de Baldomar, Vernet, Vallebrera y este de Alentorn, en el cual reside la instruccion primaria comun á todos ellos. También hay igl., bajo la advocacion de S. Salvador, servida por 1 cura y 1 beneficiado; el curato de la clase de rectorias es de 2.º ascenso , y lo provee S. M. ó el diocesano, segun los meses en que vaca, pero siempre por oposicion en concurso general: el mencionado beneficio es de familia: la igl. fundada en 1637 es de buena arquitectura, de una sola nave con 8 altares, venerándose en uno de ellos la imágen de Ntra. Sra. de la Paz, á la cual tienen los vec. singular devocion, y celebran su fiesta con toda la solemnidad posible en 24 de enero; junto á la parr. se halla el cementerio en parage bastante ventilado. No lejos del pueblo brota una fuente de buenas aguas, las cuales con las otras que nacen en diversos puntos aprovechan los hab. para surtido de sus casas, abrevadero de ganados y otros objetos agrícolas. Confina el térm. por N. á 1/4 de leg. con el Llausas, por E. á igual dist. con los de Vallebrera y Añá, por S. á 1/2 con el de Artesa de Segre, mediando este r., y por O. á 1/4 con los de Baldomar y Vernet. Hacia el S., y á 1/4 de la pobl., hay una ermita dedicada tambien á S. Salvador, edificada sobre un montecito inmediato al Segre, debajo de una peña saliente, á cuyo punto se dirigen los hab. en procesion y romeria dos veces al año. Se encuentran ademas en el térm. 2 casas sit. al E. del pueblo, y al pie del camino que conduce á Tremp, denominada la una masía del Sabaté, y la otra masia de la Torre: esta última es muy deliciosa por el arbolado que hay en sus inmediaciones, y por la fuente que brota á la parte abajo del edificio, cuyas aguas fertilizan sus alrededores, y porque desde allí se aivisan las hermosas campiñas de Vilves y Collpet. El terreno generalmente de secano, por la profundidad que tiene el cáuce del Segre, participa de monto y llano, y es de mediana calidad: en el primero, hácia el NO. de la pobl., únicamente se crian algunas yerbas de pasto, y porcion de arbustos que sirven para combustible: en la parte llana se cultivan unos 300 jornales de tierra, inclusos algunos huertos de corta cabida, que se riegan con el sobrante de las aguas de los referidos manantiales, y con las que proporcionan varios pozos en tiempo de lluvia. Los caminos son locales y de herradura, cruzando también el térm. el que se ha dicho dirige desde Tremp á Barcelona. La correspondencia se recibe de aquella v.: llega los lúnes, miércoles y sábados por la madrugada, y sale los mártes, viérnes y domingos á la misma hora. prod.: trigo, centeno, cebada, vino, aceite, legumbres y frutas; cria poco ganado lanar: hay caza de liebres, conejos y perdices; y pescado barbos, anguilas y algunas truchas. ind.: 1 molino de aceite en la orilla del Segre, 3 fáb. de aguardiente: ocupándose considerable número de personas en fabricar horcas, (instrumento para aventar los granos en tiempo de trilla); para ello se valen de las maderas ó varas de almez, cuyo árbol guian los propietarios con particular esmero, resultando de aqui, y de la destreza de los operarios, que dichas horcas son de primorosa hechura, como si fuesen elaboradas á torno, y por lo mismo muy estimadas en el Principado, Huesca, Zaragoza y hasta en Navarra, á donde se llevan crecidas porciones, cuya venta es el único comecio que se conoce en este pueblo, y sirve de gran recurso para la subsistencia de los hab. pobl.: 25 vec., 150 alm. El presupuesto municipal asciende á 700 rs., el cual se cubre con los prod. de algunas pequeñas fincas de propios y por reparto entre los vec: cap. imp. 46,675 rs.
(Madoz, 1845, p. 526)